# Önder Çengel
Önder Çengel (* 21. Juli 1982 in Kahramanmaraş) ist ein ehemaliger Schweizer Fussballspieler mit türkischen Wurzeln, der beide Staatsbürgerschaften besitzt.

## Karriere

### Vereinskarriere
Der U21-Internationale machte das erste Mal bei der zweiten Mannschaft der Grasshoppers Zürich auf sich aufmerksam, als er mit 19 Jahren in 32 Spielen 28 Tore erzielte. Nach der Zeit bei den Grasshoppers wechselte er nach einem kurzen Intermezzo bei Fenerbahçe Istanbul in die Swiss Challenge League zum FC Wil. Dort erzielte er in insgesamt 43 Spielen 27 Tore. 2006 wechselte er zum FC Thun in die Super League. Anfangs 2007 ging er zu Gaziantepspor in die Türkei für über 800.000 Euro Ablöse. Nach sechs Monaten Aufenthalt bei Gaziantepspor in der türkischen Süper Lig hatte er seinen Vertrag gekündigt, da er über drei Monate kein Gehalt erhalten hatte. Çengel profitierte von der FIFA-Regel und löste seinen Vertrag auf.
Kurz vor der Rückrunde 2007 unterschrieb er beim FC Winterthur, ohne jedoch die Lizenz vom türkischen Verein erhalten zu haben. Nach sechs Monaten ohne Lizenz spielte Çengel ab der Saison 2007/08 für den FC Winterthur. Ab dem 31. Juli 2008 stand er beim türkischen Erstligisten Karşıyaka SK unter Vertrag, unterzeichnete jedoch im September 2009 beim FC Schaffhausen.
Nach wenigen Partien in der zweithöchsten Schweizer Spielklasse wurde sein Vertrag gegenseitig per 31. März 2010 vorzeitig aufgelöst. Der Verein kam seinen Wunsch somit entgegen. Er wechselte kurzzeitig aufgrund der Aufstiegschancen zum 1. Ligisten FC Chiasso.
Ab Januar 2011 stand er in der türkischen 1. Bank Asya Liga bei Kartalspor unter Vertrag. Bereits nach einer halben Saison wechselte er innerhalb der Liga zu Elazığspor. Mit diesem Verein erreichte er den Aufstieg in die Süper Lig. Zum Saisonende verließ er diesen Verein und wechselte zum Zweitligisten Şanlıurfaspor. Für die Saison 2013/14 heuerte er beim Drittligisten Pendikspor an.
Zum Karriereausklang spielte er vom Juli 2017 bis Ende 2018 für FC Phönix Seen. Im Frühjahr 2018 beendete er offiziell seine Karriere.

## Erfolge
- Mit Elazığspor:
  - Vizemeister der TFF 1. Lig: 2011/12
  - Aufstieg in die Süper Lig: 2011/12